# Wanda Zeman
Wanda Zeman (ur. 7 kwietnia 1952 w Lublinie, zm. 27 grudnia 2012 w Warszawie) – polska montażystka filmowa
Trzykrotna laureatka Nagrody za montaż na Festiwalu Polskich Filmów Fabularnych w Gdyni oraz trzykrotna laureatka Polskiej Nagrody Filmowej, Orzeł w kategorii najlepszy montaż (ponadto siedmiokrotnie nominowana do tej nagrody). Członkini Europejskiej Akademii Filmowej.

## Filmografia
- Magnat (1986)
- Niezwykła podróż Baltazara Kobera (1988)
- Kornblumenblau (1988)
- Bal na dworcu w Koluszkach (1989)
- Diabły, diabły (1991)
- Cynga (1991)
- Psy (1992)
- Psy 2. Ostatnia krew (1994)
- Wielki tydzień (1995)
- Nic śmiesznego (1995)
- Szamanka (1996)
- Kroniki domowe (1997)
- Demony wojny według Goi (1998)
- Prawo ojca (1999)
- Pan Tadeusz (1999)
- Chłopaki nie płaczą (2000)
- Wiedźmin (2001)
- Zemsta (2002)
- Persona non grata (2005)
- Parę osób, mały czas (2005)
- Ryś (2007)
- Serce na dłoni (2008)
- Sztos 2 (2011)
- Historia Roja (2016)

## Nagrody i nominacje
- 1990 – Nagroda za montaż filmu Kornblumenblau na Festiwalu Polskich Filmów Fabularnych w Gdyni
- 1992 – Nagroda za montaż filmu Psy na Festiwalu Polskich Filmów Fabularnych w Gdyni
- 1994 – Nagroda za montaż filmu Psy 2. Ostatnia krew na Festiwalu Polskich Filmów Fabularnych w Gdyni
- 1999 – nominacja do Polskiej Nagrody Filmowej, Orzeł za montaż filmu Demony wojny według Goi
- 1999 – nominacja do Polskiej Nagrody Filmowej, Orzeł za montaż filmu Kroniki domowe
- 2000 – Polska Nagroda Filmowa, Orzeł za montaż filmu Pan Tadeusz
- 2001 – nominacja do Polskiej Nagrody Filmowej, Orzeł za montaż filmu Prawo ojca
- 2001 – nominacja do Polskiej Nagrody Filmowej, Orzeł za montaż filmu Chłopaki nie płaczą
- 2002 – nominacja do Polskiej Nagrody Filmowej, Orzeł za montaż filmu Wiedźmin
- 2003 – nominacja do Polskiej Nagrody Filmowej, Orzeł za montaż filmu Zemsta
- 2006 – Polska Nagroda Filmowa, Orzeł za montaż filmu Persona non grata
- 2008 – Polska Nagroda Filmowa, Orzeł za montaż filmu Parę osób, mały czas
- 2009 – nominacja do Polskiej Nagrody Filmowej, Orzeł za montaż filmu Serce na dłoni